# Eva Nansen
Eva Nansen (Christiania, 17 december 1858 – Lysaker, 9 december 1907) was een Noors zangeres. Haar stembereik was mezzosopraan.
Eva Sars werd als jongste kind geboren binnen het gezin van zoöloog Michael Sars en Maren Sars, een dame uit hoge en artistieke kringen. Zij huwde op 6 september 1889 met wetenschapper Fridtjof Nansen, die ze eerder tijdens het skiën had ontmoet. Eva Sars was een goede skiester en probeerde meer Noorse vrouwen zover te krijgen. Ze was de zuster van natuurwetenschappers Ernst Sars en Ossian Sars en tevens van zangeres Mally Lammers. Het echtpaar Sars Nansen kreeg vijf kinderen.
Haar eerste stappen binnen de muziek werden gezet in de muzieklessen van Thorvald Lammers, die later haar zwager zou worden. Ze zong destijds in het koor van de Cæciliaforeningen. In de periode 1885 tot 1887 studeerde ze samen met haar zuster bij Désirée Artot en in Berlijn . Tijdens een van haar eerste concerten op 8 oktober 1887 zong ze de aria Elsas droom (Elsas Traum)  uit de opera Lohengrin van Richard Wagner. Ze werd daarbij begeleid door de verre voorloper van het Oslo Filharmoniske Orkester (Musikforeningen) onder leiding van Iver Holter. Ze trad daarna wel samen op met bijvoorbeeld Erika Nissen. Die optredens gingen gepaard met een flinke dosis plankenkoorts. Vanwege die optredende “ziekte” spreidde ze haar optredens.
Na haar huwelijk met Nansen trok het stel zich langzaam terug, maar Fridtjof wilde nog weleens lange tijd afwezig zijn. Hij was onder meer poolreiziger. Een van haar laatste concerten was in 1899 waarin ze Haugtussa van Edvard Grieg zong. In 1900 werd ze onderscheiden met de Kong Oscar IIs belønningsmedalje. In 1901 verhuisde het echtpaar naar Polhøgda in Lysaker, ontworpen door Hjalmar Welhaven. Eva Nansen trad daarbij in de voetsporen van haar moeder door allerlei gasten en kunstenaars te ontvangen. In 1907 overleed Eva Nansen aan een longontsteking.
Ter herinnering aan haar verscheen in 2009 het muziekalbum Til Eva van Isa Katharina Gericke en Christian Ihle Hadland. Isa zong daarop werken, die ook tot het repertoire van Eva Nansen behoorden.  
Agathe Backer-Grøndahl droeg haar Serenade opus 21 aan haar op.
Enige concerten:
- 8 mei 1886: ze zong mee tijdens een uitvoering van het oratorium Judas Makkabeüs van Georg Friedrich Händel; zuster Mally en zwager Thorvald waren daar ook bij aanwezig;
- 9 oktober 1886: ze zong opnieuw onder de bescherming van de andere artieste (Ragna Goplen) samen met haar zuster en zwager in de concertzaal van Brødrene Hals, ditmaal een werk van Wolfgang Amadeus Mozart
- 1887 een aantal optredens met Musikforeningen, ook weer in aanwezigheid van zuster en zwager
- 3 november 1888 werd ze als hoofdartiest vermeld voor een concert met liederen in de Logens Store Sal, begeleiding werd verzorgd door Agathe Backer-Grøndahl, Per Winge en Andreas Larsen
- 2 november 1899 zong ze een van haar laatste concerten met Haugtussa; Agathe Backer-Grøndahl zat (weer) achter de piano.
- 23 november 1899 was haar laatst bekende concert met Johan Backer Lunde en Agathe Backer-Grøndahl; ze zong negen niet nader bekende liederen van Johan Backer Lunde.

- Bibsys: 90562745
- Bibliothèque nationale de France: cb135563133 (data)
- Gemeinsame Normdatei: 119117568
- International Standard Name Identifier: 0000 0000 5091 5779
- KulturNav: d2d1b620-cb01-405b-8652-2335dff5b432
- Library of Congress Control Number: n92016701
- Nationale Bibliotheek van Israël: 987011289634305171
- LIBRIS: 243605
- Virtual International Authority File: 22944254
- WorldCat: E39PBJkXBVp6xHwqdWq8fbRFrq